# Alexis Méhaignerie
Pour les articles homonymes, voir Méhaignerie.
Alexis Méhaignerie est un homme politique français, né le 11 octobre 1899 à Balazé (Ille-et-Vilaine) et mort le 3 décembre 1976 à Strasbourg (Bas-Rhin). Il est député d'Ille-et-Vilaine de 1945 à 1968.

## Biographie
Agriculteur de profession, à la ferme de la Haute Vougerie, à Balazé, Alexis Méhaignerie a tout d'abord exercé des responsabilités dans le milieu syndical agricole. Il a ainsi été président de la Fédération d'exploitants agricoles d'Ille-et-Vilaine.
Il fait son entrée dans la vie politique à la Libération. En mai 1945, à la suite des élections municipales, il devient maire de Balazé. En septembre de la même année, il est élu conseiller général du canton de Vitré-Est lors des élections cantonales. Il prend ainsi la suite de son père qui avait exercé ces mandats pendant respectivement 40 et 15 ans. Il est ensuite régulièrement reconduit dans ces mandats.
Lors des élections législatives de 1945, il figure en deuxième position sur la liste du MRP menée par Pierre-Henri Teitgen. Il est élu député à la suite de la victoire de cette liste qui obtient quatre des sept sièges mis en jeu dans le département. Il est ensuite réélu lors de chaque scrutin législatif de la IVe République. Lors des élections législatives de 1958, les premières de la Ve République, il est élu dans la troisième circonscription d'Ille-et-Vilaine, qui correspond alors à celle de Vitré. Il décide de ne pas se représenter lors des élections législatives de 1968 et c'est le candidat gaulliste, Henri Lassourd, qui s'empare alors de ce fief centriste.
Lors des élections cantonales de 1976, il choisit de ne pas se représenter ; son fils Pierre lui succède. Il reste maire de Balazé jusqu'à sa mort en 1976. Son fils Paul lui succèdera à la mairie de Balazé.
Alexis Méhaignerie est le père de Pierre Méhaignerie, député-maire de Vitré et ancien ministre.

## Mandats
Député
- 6/11/1945 - 10/06/1946 : député d'Ille-et-Vilaine
- 11/06/1946 - 27/11/1946 : député d'Ille-et-Vilaine
- 28/11/1946 - 4/07/1951 : député d'Ille-et-Vilaine
- 5/07/1951 - 01/12/1955 : député d'Ille-et-Vilaine
- 19/01/1956 - 08/12/1958 : député d'Ille-et-Vilaine
- 09/12/1958 - 09/10/1962 : député de la troisième circonscription d'Ille-et-Vilaine
- 6/12/1962 - 02/04/1967 : député de la troisième circonscription d'Ille-et-Vilaine
- 03/04/1967 - 30/06/1968 : député de la troisième circonscription d'Ille-et-Vilaine

Conseiller général
- 30/09/1945 - 14/10/1951 : membre du Conseil général d'Ille-et-Vilaine (élu dans le canton de Vitré-Est)
- 14/10/1951 - 27/04/1958 : membre du Conseil général d'Ille-et-Vilaine
- 27/04/1958 - 15/03/1964 : membre du Conseil général d'Ille-et-Vilaine
- 15/03/1964 - 30/09/1970 : membre du Conseil général d'Ille-et-Vilaine
- 30/09/1970 - 14/03/1976 : membre du Conseil général d'Ille-et-Vilaine

Maire
- 13/05/1945 - 26/10/1947 : maire de Balazé (Ille-et-Vilaine)
- 26/10/1947 - 03/05/1953 : maire de Balazé
- 03/05/1953 - 15/03/1959 : maire de Balazé
- 15/03/1959 - 21/03/1965 : maire de Balazé
- 21/03/1965 - 21/03/1971 : maire de Balazé
- 21/03/1971 - 03/12/1976 : maire de Balazé